# I-372
I-372 — підводний човен Імперського флоту Японії, який брав участь у бойових діях Другої світової війни.

## Загальна інформація
Корабель, який спорудили у 1944 році на верфі ВМФ у Йокосуці, призначався для здійснення транспортних місій з метою постачання численних японських гарнізонів, які з другої половини 1942-го дедалі частіше потрапляли у блокаду союзних сил. Він мав стати першим у типі D Modified, проте критична ситуація з логістикою змусила завершити І-372 за дещо зміненими кресленнями типу D (також відомий як клас I-361). Втім, човен вже отримав модифіковане озброєння — на ньому не було торпедних апаратів, які тип D ще зберігав два для самозахисту.

## Бойова служба
8 лютого 1945-го І-372 вийшов з Йокосуки із завданням на порятунок пілотів, які перебували на північному завершенні філіппінського острова Лусон (на останньому вже місяць як висадились союзники). Втім, після загибелі двох інших підводних човнів, які мали такий саме наказ, операцію скасували і 14 лютого І-372 прибув до Японії в Куре.
У середині березня 1945-го І-372 перейшов до Йокосуки, звідки 1 квітня вирушив у свій перший транспортний рейс до мікронезійського острова Вейк. Розвідувальна служба союзників перехопила та дешифрувала радіоповідомлення, що містило дату прибуття І-372 до пункту призначення, наслідком чого стало спрямування до Вейку американської субмарини «Сі Аул». Остання 18 квітня виявила своїм радаром І-372 у надводному положенні та розпочала зближення. Коли «Сі Аул» зайняла позицію для атаки, японський корабель вже розпочав розвантаження. Дві з трьох торпед, випущених з дистанції у 1,5 км, уразили І-372, проте не здетонували (на відміну від третьої, що влучила в пірс). Японський човен екстрено занурився та перебував під водою до настання наступної доби, коли все-таки завершив розвантаження. 29 квітня І-372 повернувся до Йокосуки, куди також доправив 29 осіб, яких вивезли з Вейка.
15 червня — 10 липня 1945-го човен здійснив другий транспортний рейс з Йокосуки до Вейка та назад.
18 липня 1945-го під час атаки на Йокосуку американського авіаносного з'єднання І-372 зазнав пошкоджень унаслідок близьких розривів та затонув, загинув один член екіпажу.
У серпні 1946-го човен підняли та здали на злам.